# HEX; Or Printing in the Infernal Method
HEX; Or Printing in the Infernal Method es el cuarto álbum de estudio de Earth. Fue publicado en septiembre de 2005, y sería el primer disco de la banda en ser editado por el sello estadounidense Southern Lord. HEX también marca el regreso de Earth tras una pausa que se extendió entre 1997 y 2003, debido a problemas legales y de drogas de Dylan Carlson.
Musicalmente, el álbum contrasta fuertemente con el material anterior de Earth. Las guitarras son limpias, al contrario de los pesados drones de sus primeros álbumes, y la música adquirió una fuerte influencia del country y del libro Meridiano de sangre, de Cormac McCarthy, como lo evidencian tanto el arte del disco como los títulos de las canciones. Pese a este cambio en la dirección del sonido de la banda, el álbum fue bien recibido por sus fanáticos y por la crítica.

## Lista de canciones
Todas las canciones por Dylan Carlson y Adrienne Davies.
| N.º | Título                         | Duración |  |
| 1.  | «Mirage»                       | 1:45     |  |
| 2.  | «Land of Some Other Order»     | 7:18     |  |
| 3.  | «The Dire and Circling Wolves» | 7:34     |  |
| 4.  | «Left in the Desert»           | 1:13     |  |
| 5.  | «Lens of Unrectified Night»    | 7:56     |  |
| 6.  | «An Inquest Concerning Teeth»  | 5:16     |  |
| 7.  | «Raiford (The Felon Wind)»     | 7:22     |  |
| 8.  | «The Dry Lake»                 | 3:21     |  |
| 9.  | «Tethered to the Polestar»     | 4:42     |  |

| Bonus edición en vinilo |                |          |  |
| N.º                     | Título         | Duración |  |
| 10.                     | «(sin título)» | 15:03    |  |

## Créditos
| - Dylan Carlson – guitarra, banjo, guitarra barítona - Adrienne Davies – batería, percusión, campanas tubulares - Steve Moore – trombón, campanas tubulares y órgano en 2, 3, 6, 7 y 8 - Dan Tyack – lap steel guitar y pedal steel guitar en 1, 3, 4, 7, 9 y 10 - John Schuller – bajo en 3, 5, 7 y 8 | - Grabado y mezclado por Randall Dunn. - Masterizado por Mell Dettmer. - Arte y diseño por Stephen O'Malley. |